# شاندور ووروش
شاندور ووروش (به مجاری: Weöres Sándor) زادهٔ ۲۲ ژوئن ۱۹۱۳ – درگذشتهٔ ۲۲ ژانویهٔ ۱۹۸۹ شاعر، نویسنده، و پدیدآور اهل مجارستان بود.

## زندگی‌نامه
شاندور ووروش در خانواده‌ای از خرده‌مالکان غرب مجارستان در سال ۱۹۱۳ متولد شد. او در دانشگاه‌های پچ و بوداپست به تحصیل حقوق، تاریخ، جغرافیا و فلسفه پرداخت و زندگی‌اش را با کتابداری، ویراستاری و ترجمه گذراند. ووروش در ۱۹۸۹ در بوداپست دیده بر جهان بست.

## کتابشناسی
اولین کتاب شعرش را در ۱۹۳۴ به چاپ رساند. از کتاب‌های او می‌توان به «کنگرهٔ سکوت» (۱۹۵۶)، «چاه شعله‌ها» (۱۹۶۴) و «غرق شدن زحل» (۱۹۶۸) اشاره کرد. در کارنامهٔ ادبی او کتاب‌های شعر کودک و ترجمه‌های شعر دیده می‌شود.